# Jabloň u Českého Chloumku
Jabloň u Českého Chloumku je památný strom, jabloň domácí (Malus domestica) v Českém Chloumku, části obce Útvina v okrese Karlovy Vary v Karlovarském kraji. Stará jabloň roste vlevo od zeleně značené turistické trasy z Českého Chloumku do Bečova nad Teplou, asi 1,4 km severozápadně od Českého Chloumku ve Slavkovském lese u východního okraje CHKO Slavkovský les. Podle historických map se jedná patrně o bývalé zahrady obyvatel vesnice.
Jabloň má krátký tlustý kmen s nízko nasazenou korunou s velkým množstvím propletených větví. Některé větve jsou obloukovitě ohnuté a sklánějí se až k zemi. Hustá koruna stromu prorostlá okolními nálety sahá do výšky 9 m, obvod kmene měří 226 cm (měření 2020). Stáří stromu není známé. Jeho zdravotní stav je výrazně zhoršený až silně narušený, přesto však strom dosud plodí.
Jabloň je chráněna od roku 2021 jako ekologicky zajímavý strom významný stářím a vzrůstem.

## Stromy v okolí
- Dub u kaple v Číhané
- Lípy u kostela v Přílezech
- Jedle pod Hůrkou
- Lípa v Odolenovicích
- Svinovské duby